# Rudolf Wolters
Rudolf Wolters (3 août 1903, Coesfeld - 7 janvier 1983) était un architecte allemand et membre du gouvernement, connu pour sa longue association avec l'architecte et responsable du Troisième Reich Albert Speer.
Ami et subordonné de Speer, Wolters reçut de nombreux documents qui ont été sortis clandestinement de la prison de Spandau, alors que Speer y était emprisonné, et qu'il conserva avec lui jusqu'à la libération de Speer en 1966. Par la suite, l'amitié s'effrita lentement, Wolters s'opposant fermement à Speer sur le fait de blâmer Adolf Hitler et d'autres nazis pour l'Holocauste et la Seconde Guerre mondiale.